# هبرانزویل (تگزاس)
هبرانزویل، تگزاس(به انگلیسی: Hebbronville, Texas) شهری در ایالت تگزاس از ایالات جنوبی ایالات متحده آمریکا است. در سرشماری سال ۲۰۰۰، جمعیت این شهر ۴۴۹۸ نفر اعلام شد.